# Žakýlský hrad
Žakýlský hrad je zaniklý hrad nad místní částí Žakýl obce Podhorie na Slovensku. Podle nalezené keramiky existoval od třináctého do patnáctého století. Dochovaly se z něj především terénní pozůstatky staveb a nepatrné zbytky zdiva.

## Historie
Z doby osídlení se o hradu nedochovaly žádné zprávy, pouze listina z roku 1560 připomíná studánku pod „starým hradem“. Podle archeologických nálezů a typu dispozice hrad vznikl během třináctého století a využíván byl do patnáctého století. Díky své poloze umožňoval kontrolu cest, které od severu vedly do Banské Štiavnice.

## Stavební podoba
K vybudování hradu byl zvolen úzký vrcholový hřeben kopce Brezový hrad s nadmořskou výškou 812 metrů. Přístupová cesta vedla severním úbočím do předhradí, odkud pokračovala přes příkop do věžové brány hradního jádra. Předhradí má rozměry 120 × 60 metrů. Na východní straně je chránil dvacet metrů široký a deset metrů hluboký příkop. Obvod vymezovala 1,8 metru silná hradba. Nerovnosti podél jižní pozůstatky jižní hradby jsou torzem hospodářských budov.
Nejvyšší část kopce zaujalo hradní jádro s rozměry 80 × 20 metrů, na západní a východní straně chráněné příkopy. Na východě stávala branská věž, v prostoru nádvoří se nachází prohlubeň po cisterně na vodu a západní stranu jádra zaujal palác.
Ve skále pod hradem jsou vyhloubeny dvě štoly dlouhé šest a dvacet metrů.

## Přístup
Na hrad vede odbočka z modře značené turistické trasy z Podhorie do Žiaru nad Hronom. Z vesnice ke hradu vede také naučná stezka Žakýlske pleso.